# Плитки Хал
Плитки Хал (енгл. Shallow Hal) америчка је романтична комедија из 2001. године. Режију потписују Питер и Боби Фарели, по сценарију који су написали са Шоном Мојниханом. Главне улоге тумаче Гвинет Палтроу и Џек Блек, а говори о плитком човеку који се заљубљује у жену са преко 100 килограма након што је хипнотизован да види само унутрашњу лепоту особе.
Снимање се одвијало у Северној Каролини и Масачусетсу. Приказиван је у биоскопима од 9. новембра 2001. године. Добио је помешане рецензије критичара и остварио финансијски успех, зарадивши скоро 150 милиона долара широм света.

## Радња
Хал Ларсен је плиткоумни човек који се приближава средњим годинама, а још није остварио праву везу са неком женом. Халово површно схватање љубави последица је жеље његовог оца да излази само са младим и лепим женама. Хал је врло озбиљно схватио очев савет, као и његов најбољи пријатељ Морисио.
Међутим, он увиђа да лепим девојкама са којима се виђа ипак нешто недостаје. Случајно упознаје свог гуруа Тонија Робинса, који га хипнозом доводи у стање у коме може да види само унутрашњу лепоту жене. Убрзо, Хал упознаје прелепу Роузи и одмах се заљубљује у њу. Оно што не зна јесте да је Роузмари лепа и витка само у његовим очима

## Улоге
| Глумац                 | Улога           |
| ---------------------- | --------------- |
| Џек Блек               | Хал Ларсон      |
| Гвинет Палтроу         | Роузи Шанахан   |
| Џејсон Александер      | Морисио Вилсон  |
| Џо Витерели            | Стив Шанахан    |
| Џил Кристина Фицџералд | госпођа Шанахан |
| Брус Макгил            | велечани Ларсон |
| Моли Шенон             | Мери Ларсон     |